# Wiktor Nowak
Wiktor Nowak (ur. 21 maja 1999 w Bełchatowie) – polski siatkarz, grający na pozycji rozgrywającego.
25 lutego 2018 roku miał swój debiut na parkietach Plusligi w meczu z Cerradem Czarnych Radom wygranym 3:2.

## Sukcesy klubowe
Mistrzostwa Polski Juniorów:
- 2018[8]

## Nagrody indywidualne
- 2018:  Najlepszy rozgrywający Mistrzostw Polski Juniorów